# Course de caisses à savon

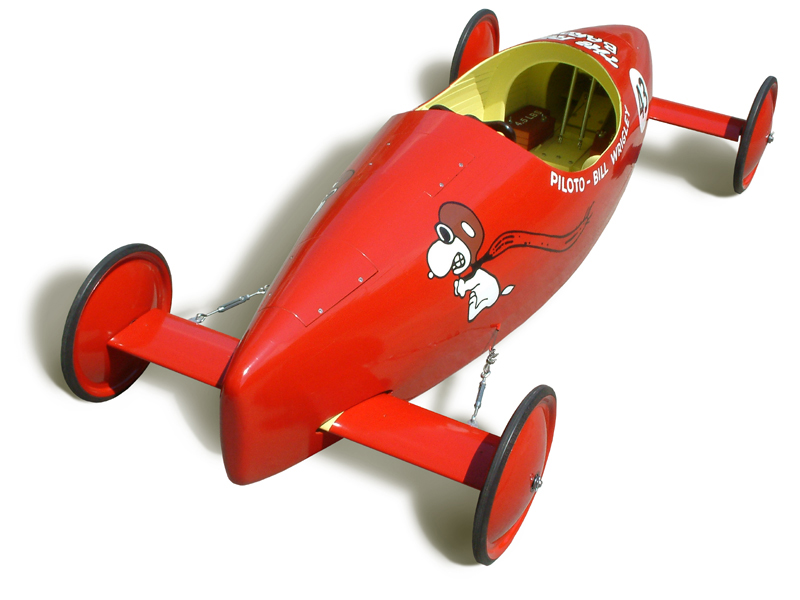
Un coureur officiel de Soap Box Derby de 1967, y compris l'art du nez "Snoopy comme l'as volant".

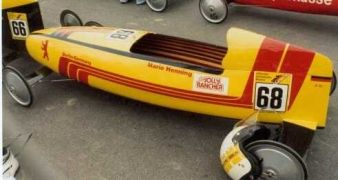
Senior Seifenkiste - Deutsches Seifenkisten Derby e.V. - voiture de caisse à savon d'Allemagne

La course de caisses à savon, est un programme de course automobile pour les jeunes qui est organisé aux États-Unis depuis 1933. Les finales du championnat du monde ont lieu chaque juillet à Derby Downs à Akron, Ohio. Les voitures qui participent à cet événement et aux événements connexes ne sont pas alimentées par une source d'énergie particulière, elles reposent entièrement sur la gravité pour se déplacer.

## Histoire
À la suite des premières courses automobiles, des courses automobiles locales pour jeunes ont eu lieu aux États-Unis à un stade très précoce. En 1914, le film Charlot est content de lui  (Kid Auto Races à Venise) avec Charlie Chaplin a été projeté dans les cinémas.
En 1933, Myron Scott, photographe pour Dayton, Ohio, journal Dayton Daily News, a vu Robert A. Gravett et ses amis dévaler une colline à Dayton et a organisé une course impromptue regroupant 19 garçons. Il y a eu tellement d'intérêt que Scott a organisé une course plus grande, avec un prix en argent pour le 19 août. "Une foule incroyable de 362 enfants est arrivée avec des voitures faites maison construites de caisses orange, de tôles, de wagon et de roues de poussette".
L'année suivante, la première course All-American eut lieu le 19 août 1934. Le vainqueur national fut Robert Turner de Muncie, Indiana, qui fabriqua sa voiture à partir du bois d'un bar-salon.
En 1935, la course a été déplacée de Dayton à Akron en raison de son emplacement central et de son terrain vallonné. Un accident survenu en 1935 suscita l'intérêt du public et rehaussa le profil de l'événement. Une voiture est sortie de la piste et a frappé le meilleur commentateur et journaliste sportif de NBC, Graham McNamee, alors qu'il diffusait en direct. Malgré une commotion cérébrale et d'autres blessures (qui ont entraîné un séjour à l'hôpital de deux semaines), McNamee a décrit la collision à ses auditeurs et a terminé son émission.
En 1936, les dirigeants civiques d'Akron ont reconnu la nécessité d'un site de piste permanent pour le classique des courses pour les jeunes, et grâce aux efforts de la Works Progress Administration (WPA), Derby Downs est devenu une réalité.
En 1946, la ville de Mission, en Colombie-Britannique, a acquis les droits des championnats du Western Canada Soapbox Derby et la Mission Regional Chamber of Commerce, anciennement appelée Mission City & District Board of Trade, a organisé l'événement chaque année jusqu'en 1973.
À l'apogée du All American Soapbox Derby dans les années 1950 et 1960 lorsque Chevrolet était sponsor et que de célèbres stars de la télévision et du cinéma faisaient des apparitions - jusqu'à 70 000 personnes se sont réunies en août pour manger des cônes de neige et encourager des centaines de jeunes coureurs et constructeurs (garçons seulement dans les premières années) âgés de 11 à 15 ans qui étaient les champions de courses locales à travers le pays et de plusieurs pays étrangers.
En 1947, l'acteur James Stewart apparaissait dans la pièce Harvey de Broadway. Afin d'assister à l'événement, il a annulé les performances d'un week-end et des remboursements ont été émis aux détenteurs de billets.
À son apogée, le Derby était l'un des cinq meilleurs événements sportifs en termes de fréquentation. John DeLorean a mis fin au parrainage Chevrolet de 35 ans en 1972, affirmant que le Derby était dépassé et trop cher à tenir.
À partir de 1993, le derby All-American Soap Box a commencé le championnat du monde de rallye. Le Rally derby est un style de course de grand prix dans lequel chaque district, dix en tout, renvoie un certain nombre de champions en fonction du nombre de coureurs et de courses dans chaque district.
Aujourd'hui, il existe des catégories plus larges qui étendent la tranche d'âge aux jeunes coureurs et permettent aux adultes d'aider à la construction. Ceci est particulièrement utile pour les jeunes enfants qui ne peuvent pas utiliser d'outils électriques, ainsi que pour fournir une prise pour les adultes.

## Courses de boîtes à savon modernes
Utilisant des roues standardisées avec des roulements à billes de précision, les coureurs modernes alimentés par gravité démarrent sur une rampe au sommet d'une colline, atteignant des vitesses allant jusqu'à 35 miles par heure. Les courses de rallye et les courses de qualification dans les villes du monde entier utilisent des systèmes de chronométrage avancés qui mesurent le décalage horaire entre les voitures en compétition au millième de seconde pour déterminer le vainqueur d'une manche. Chaque manche d'une course dure moins de 30 secondes. La plupart des courses sont des courses à double élimination dans lesquelles un coureur qui perd une manche peut se frayer un chemin à travers le support du Challenger pour tenter de gagner la course générale. La course annuelle du championnat du monde à Akron, cependant, est une course à élimination unique qui utilise la photographie aérienne, déclenchée par un système de chronométrage, pour déterminer le vainqueur de chaque manche. Environ 500 coureurs s'affrontent en deux ou trois manches pour déterminer un champion du monde dans chaque division.
Il y a trois divisions de course dans la plupart des locaux et à la compétition All-American. La division Stock est conçue pour offrir au constructeur novice une expérience d'apprentissage. Les garçons et les filles, âgés de 7 à 13 ans, s'affrontent dans des voitures simplifiées construites à partir de kits achetés au All-American. Ces kits aident le novice de Derby en fournissant une disposition étape par étape pour la construction d'une voiture de base de style penché en avant. La division Super Stock Car, âgée de 10 à 17 ans, donne au concurrent l'occasion d'élargir ses connaissances et de construire un modèle plus avancé. Ces deux niveaux pour débutants utilisent des kits et des coquilles disponibles chez All-American. Ces niveaux d'entrée de course sont populaires dans les communautés de course à travers le pays, car les jeunes sont exposés au programme Derby pour la première fois.
La division Masters offre aux garçons et aux filles, âgés de 10 à 20 ans, une classe avancée de coureurs pour tester leur créativité et leurs compétences en design. Les participants Masters peuvent acheter un Scottie Masters Kit avec un corps en fibre de verre du All-American Soap Box Derby.

## Défi de vitesse ultime
L'Ultimate Speed Challenge est un format de course sanctionné par All American Soap Box Derby qui a été développé en 2004 pour préserver la tradition d'innovation, de créativité et de savoir-faire dans la conception d'un véhicule de course à gravité tout en générant l'intrigue, l'enthousiasme et l'engagement du public à le concours annuel All-American Soap Box Derby. Le but de l'événement est d'attirer des entrées créatives conçues pour atteindre des vitesses jamais atteintes auparavant sur la colline historique d'Akron. La compétition se compose de trois courses chronométrées (une course dans chaque couloir), sur la colline d'Akron de 301 m (989 pieds). La voiture et l'équipe qui réalisent la course la plus rapide sont déclarées vainqueurs. Les courses chronométrées sont terminées pendant la semaine de course All American Soap Box Derby.
Les règles ouvertes de l'Ultimate Speed Challenge ont conduit à une variété de designs de voitures intéressants. Les temps gagnants se sont améliorés à mesure que la technologie des roues a évolué et que l'intégration entre les voitures et les roues s'est améliorée grâce à l'utilisation de carénages de roues. Les roues jouent un rôle clé dans le succès d'une voiture en course. L'optimisation des roues a inclus une tendance vers un diamètre plus petit (pour réduire les effets d'inertie et la traînée aérodynamique), l'utilisation de pneus en caoutchouc ou en uréthane personnalisés (pour réduire la résistance au roulement) et l'utilisation de solvants pour gonfler les pneus (réduisant également la résistance au roulement) . Il y a un certain chevauchement technologique entre cette course et d'autres événements de course par gravité, y compris la course de courses de buggy à l'Université Carnegie Mellon.
En 2004, lors de la course inaugurale de l'Ultimate Speed Challenge, le temps le plus rapide a été réalisé par une voiture conçue et construite par la famille Pearson, conduite par Alicia Kimball, et utilisant des pneus haute performance. Le temps de victoire réalisé sur la piste de 989 pieds (301 m) était de 27,190 secondes.
Jerry Pearson est revenu pour défendre le titre avec la pilote Nicki Henry dans l'Ultimate Speed Challenge 2005 en battant le record de 2004 et en franchissant la barre des 27,00 secondes avec un temps écoulé de 26,953 secondes. La deuxième place est revenue aux DC Derbaticians avec un temps de 27,085 tandis que la troisième est revenue à Talon Racing of Florida avec un temps de 27,320.
John Wargo, de Californie, a formé l'équipe gagnante du Ultimate Speed Challenge 2006 avec la pilote Jenny Rodway. Jenny a établi un nouveau record de 26,934 secondes. Le record de Jenny a duré 3 ans alors que les révisions de la piste et des rampes après la course de 2006 ont fait augmenter les temps gagnants lors des courses suivantes. L'équipe Pearson a terminé 2e avec un temps de 26,999 secondes et l'équipe Thomas a terminé 3e avec un temps de 27,065
L'équipe Eliminator, composée du chef d'équipe et designer Jack Barr et du pilote Lynnel McClellan, a remporté la victoire avec un temps de 27,160 au 70e (2007) All-American Soap Box Derby Ultimate Speed Challenge. Jenn Rodway a terminé 2e avec un temps de 27,334 tandis qu'Hilary Pearson a terminé 3e avec un temps de 27,367.
Jack Barr est revenu en 2008 avec la pilote Krista Osborne pour une nouvelle victoire par équipe avec 27,009 secondes. Le chef d'équipe Tom Schurr et le pilote Cory Schurr se classent deuxièmes avec un temps de 27.023 tandis que le chef d'équipe Mike Albertoni et la pilote Danielle Hughes ont terminé troisième après avoir affiché un temps de 27.072.
Dans le 72e (2009) AASBD Ultimate Speed Challenge, l'équipe Zero-Error Racing de Derek Fitzgerald, avec le pilote Jamie Berndt, a profité d'une piste fraîchement pavée, et a établi un nouveau temps record de 26,924 secondes. Cory Schurr a terminé deuxième avec un temps de 26,987. Laura Overmyer, de clean sheet racing, a terminé troisième avec un temps de 27,003.
En 2010, l'équipe Clean Sheet et Sigma Nu (CSSN) de Mark Overmyer et le pilote Jim Overmyer ont établi le record de piste à 26,861 secondes dans la première manche de la manche d'ouverture. Quelques minutes plus tard, la pilote Sheri Lazowski, également de la CSSN, a abaissé le record à 26,844 secondes, ce qui lui a valu une victoire de 0,005 seconde sur le deuxième Jamie Berndt de Zero Error. La compétition a été serrée en 2010, les 3 premières voitures terminant en 0,017 seconde.
En 2011, les progrès de la technologie des roues et de la conception des voitures, associés à des conditions de piste idéales, ont conduit à des temps nettement inférieurs dans l'Ultimate Speed Challenge. La pilote Kayla Albertoni et le chef d'équipe Mike Albertoni ont battu le record dans la manche 2 ou la manche d'ouverture avec un 26,765, prenant 0,079 seconde de moins que le record de 2010. Une manche plus tard, le pilote Jim Overmyer et le chef d'équipe Mark Estes de l'équipe CSSN Racing ont abaissé le record de 0,133 supplémentaire avec une course de 26,632. Jim s'est amélioré à 26,613 au deuxième tour pour assurer la 2e place. Dans la manche 5, de la manche d'ouverture, la pilote Kristi Murphy et le chef d'équipe Pat Murphy ont obtenu la 3e place avec un run de 26,677. Dans la manche suivante, la pilote Sheri Lazowski et le chef d'équipe Mark Overmyer (de CSSN racing) ont remporté la victoire avec une course fulgurante de 26,585 secondes. Le temps record de Sheri était de 0,259 seconde sous son record de 2010 et de 0,339 seconde sous le record de 2009. Son amélioration en 2011 est le plus grand changement d'année en année dans le record de l'histoire de la course AAUSC. En gagnant à la fois en 2010 et en 2011, Sheri est devenue la première récipiendaire de l'USC.
En 2012, des rampes de départ révisées et une piste refermée avec une surface de route plus molle, ont conduit à une augmentation significative des temps de finition. La gagnante 2012, Laura Overmyer de CSSN Racing, avec le chef d'équipe Mark Estes, a enregistré un temps gagnant de 26,655 secondes, 0,070 seconde plus lent que le record de piste établi par son équipe l'année précédente. Kristi Murphy, de Zero Error racing, a terminé deuxième avec un temps de 26,769, 0,114 seconde en arrière. Jamie Berndt, également de Zero Error racing, a terminé à la 3e place avec un temps de 26.827. La compétition n'était pas aussi serrée que ces dernières années, les 3 premières voitures couvrant une durée de 0,172 seconde. C'est à peu près le double de la durée en 2009 et 2011 et 10 fois la durée en 2010. Les résultats de 2012 marquent la troisième victoire consécutive de CSSN racing et la quatrième victoire consécutive de l'expert en roues Duane Delaney.
La course 2013 s'est déroulée dans des conditions humides, ce qui a nécessité un changement de format. Chaque voiture a reçu un seul passage à partir de la voie 2 pour déterminer le vainqueur. L'ordre de passage a été déterminé au hasard. Anne Taylor de CSSN Racing avec le chef d'équipe Jerry Pearson a gagné avec un temps de 26,929. Jillian Brinberg et le chef d'équipe Mark Estes, également de CSSN Racing, ont terminé 2e avec un temps de 26,978. Catherine Carney avec le chef d'équipe Lee Carney a terminé 3e avec un temps de 27,162.
En 2014, Anne Taylor du CSSN avec le chef d'équipe Jerry Pearson a gagné avec un temps de 26,613. Le temps d'Anne s'améliore par rapport au meilleur temps précédent pour la nouvelle configuration de porte, mais est en deçà du record de 2011. Il s'agit de la 2e victoire consécutive d'Anne et de la 5e victoire consécutive pour la course CSSN dans cet événement. Tucker McClaran du CSSN avec le chef d'équipe Mark Estes a terminé deuxième avec un temps de 26,667. Catherine Carney avec le chef d'équipe Lee Carney a terminé 3e avec un temps de 26,750.

## Scandales

### Scandale de 1973
En 1973, Jimmy Gronen, 14 ans, de Boulder, Colorado, a été dépouillé de son titre deux jours après avoir remporté la course nationale. Les soupçons étaient vifs même avant la finale, et Gronen a été hué par de nombreux spectateurs.
Les dimensions inhabituelles des marges de victoire de Gronen et des temps de chauffe ont averti les officiels du derby de circonstances illégales entourant le pilote de Gronen. Un examen aux rayons X ultérieur de sa voiture a révélé un électroaimant dans le nez. Lorsqu'il est activé à la ligne de départ, l'électroaimant a tiré la voiture vers l'avant en l'attirant vers la palette en acier utilisée pour démarrer la course. Gronen a activé l'électroaimant en appuyant son casque contre le dossier de son siège, ce qui a activé sa source d'alimentation. Cela est devenu évident car les temps de chauffe de Gronen augmentaient  au fur et à mesure que la course avançait, l'électroaimant perdait de la force à chaque fois qu'il était activé. Habituellement, les temps de chauffe sont plus rapides chaque fois qu'un coureur termine une manche. La vidéo de la course a également montré une avance étrangement soudaine pour Gronen quelques mètres seulement après le début de chaque manche. La marge de victoire pour une manche de course n'est normalement pas supérieure à 1 à 3 pieds (0,30 à 0,91 m). Les premières victoires en chaleur de Gronen se situaient entre 20 et 30 pieds (6,1 à 9,1 m). (Des plaques isolantes en aluminium ont été ajoutées aux rampes de départ en 1974 pour rendre un système électromagnétique inutile.)
Au milieu de la course de 1973, les officiels du Derby ont également remplacé les roues de Gronen après que des produits chimiques aient été appliqués sur le caoutchouc des roues. Les produits chimiques ont fait gonfler le caoutchouc du pneu, ce qui a réduit la résistance au roulement du pneu.
Dans la manche finale, Gronen a terminé de peu devant Bret Yarborough. En moins de deux jours, Yarborough a été déclaré champion de 1973.
L'oncle et tuteur légal de Gronen à l'époque, le riche ingénieur Robert Lange, a été inculpé pour avoir contribué à la délinquance d'un mineur et a payé un règlement de 2 000 $.
Le fils de Lange et le cousin de Jimmy Gronen, Bob Lange Jr., avaient remporté le précédent Derby de 1972 en utilisant une voiture considérée comme indiscernable du véhicule utilisé par Gronen.